# 王桥镇 (抚州市)
王桥镇，是中华人民共和国江西省抚州市东乡区下辖的一个乡镇级行政单位。

## 行政区划
王桥镇下辖以下地区：
王桥村、当丰村、另塘村、塘下村、大塘村、楼下村、倪家村和坑塘村。